# Cape Shore

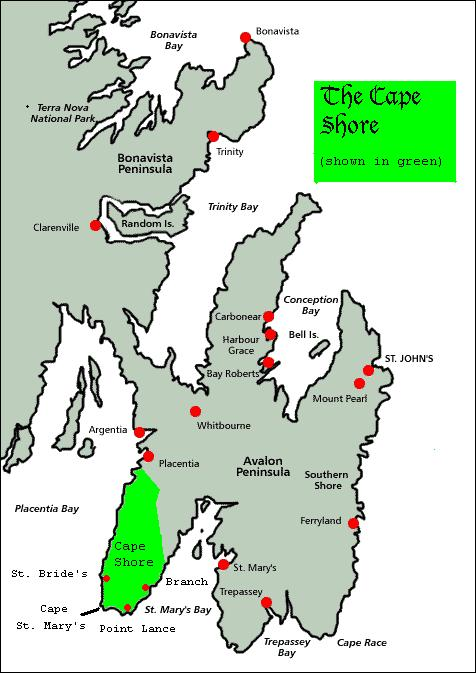
Kaartje van het schiereiland Avalon met de Cape Shore aangeduid in het groen

De Cape Shore is een kustgebied in het zuidoosten van Newfoundland, een groot eiland voor de oostkust van Canada. Het gebied dankt haar naam aan Cape St. Mary's, de zuidwestelijke kaap van het schiereiland Avalon. De Cape Shore is dunbevolkt en wordt beschouwd als een van de historische kerngebieden van de Ierse Newfoundlanders.

## Geografie
De Cape Shore wordt over het algemeen gedefinieerd als het kustgebied dat van aan de zuidrand van Placentia zuidwaarts gaat tot aan Cape St. Mary's en van daar oostwaarts de kust verder volgt tot aan de gemeente Branch. Het betreft een kustlijn van circa 90 km met van noord naar zuid elf nederzettingen, namelijk Point Verde, Little Barasway, Great Barasway, Ship Cove, Gooseberry Cove, Patrick's Cove, Angels Cove, Cuslett, St. Bride's, Point Lance en Branch. Deze telden in 2021 gezamenlijk iets minder dan 1000 inwoners.
Het gebied huisvestte historisch gezien ook vier nu verdwenen gehuchten, met name Lear's Cove, Golden Bay, Gull Cove en Beckford. Met uitzondering van Point Lance liggen alle dorpen aan provinciale route 100. Naast Cape St. Mary's is ook de kaap Point Lance noemenswaardig.
Het kerngebied van de Cape Shore, van Point Verde tot St. Bride's, ligt aan de Placentia Bay.

## Geschiedenis
In het begin 19e eeuw begonnen er zich voor het eerst kleine nederzettingen te ontwikkelen in het gebied. De mensen die zich er vestigden waren vrijwel allemaal katholieke Ieren. De overgrote meerderheid van hen kwam naar het gebied op aangeven van de handelaarsfamilie Sweetman die al sinds de vroege 18e eeuw actief waren in personen- en goederenvervoer tussen de Ierse havenstad Waterford en het Newfoundlandse stadje Placentia.
De eerste generaties leefden er vrijwel uitsluitend van landbouw, wat erg uitzonderlijk was in de sterk op visserij gerichte Newfoundlandse economie. De Cape Shore is immers een van de weinige gebieden met relatief vruchtbare gronden en heeft daarenboven coves die weinig geschikt zijn om boten aan te meren. Pas vanaf 1841 begon er zeer geleidelijk aan ook visserij te ontwikkelen aan de Cape Shore, die uiteindelijk ook een belangrijke inkomstenbron voor de inwoners zou gaan worden. Er werd doorheen de 19e eeuw in de regio niet enkel aan overlevingslandbouw gedaan, maar ook in zekere mate vee geteeld voor de koloniehoofdstad St. John's. De focus lag steeds op runderen, pas vanaf de jaren 1930 deed ook het commerciële schapen kweken zijn intreden.

## Toerisme
Het toeristisch potentieel van het gebied bestaat uit de aantrekking van de vrijwel ongerepte, rotsachtige kustlijn en omliggende natuur. De Cape Shore bestaat op sommige plaatsen uit meer dan 100 meter hoge kliffen en heeft daarnaast ook verscheidene in kleine valleien gelegen inhammen met stranden en traditionele dorpjes. De belangrijkste trekpleister is bij verre het Ecologisch Reservaat Cape St. Mary's, een enorme en tegelijk zeer toegankelijke zeevogelbroedkolonie. Daarnaast huisvest het gebied ook het Provinciaal Park Gooseberry Cove.

## Galerij

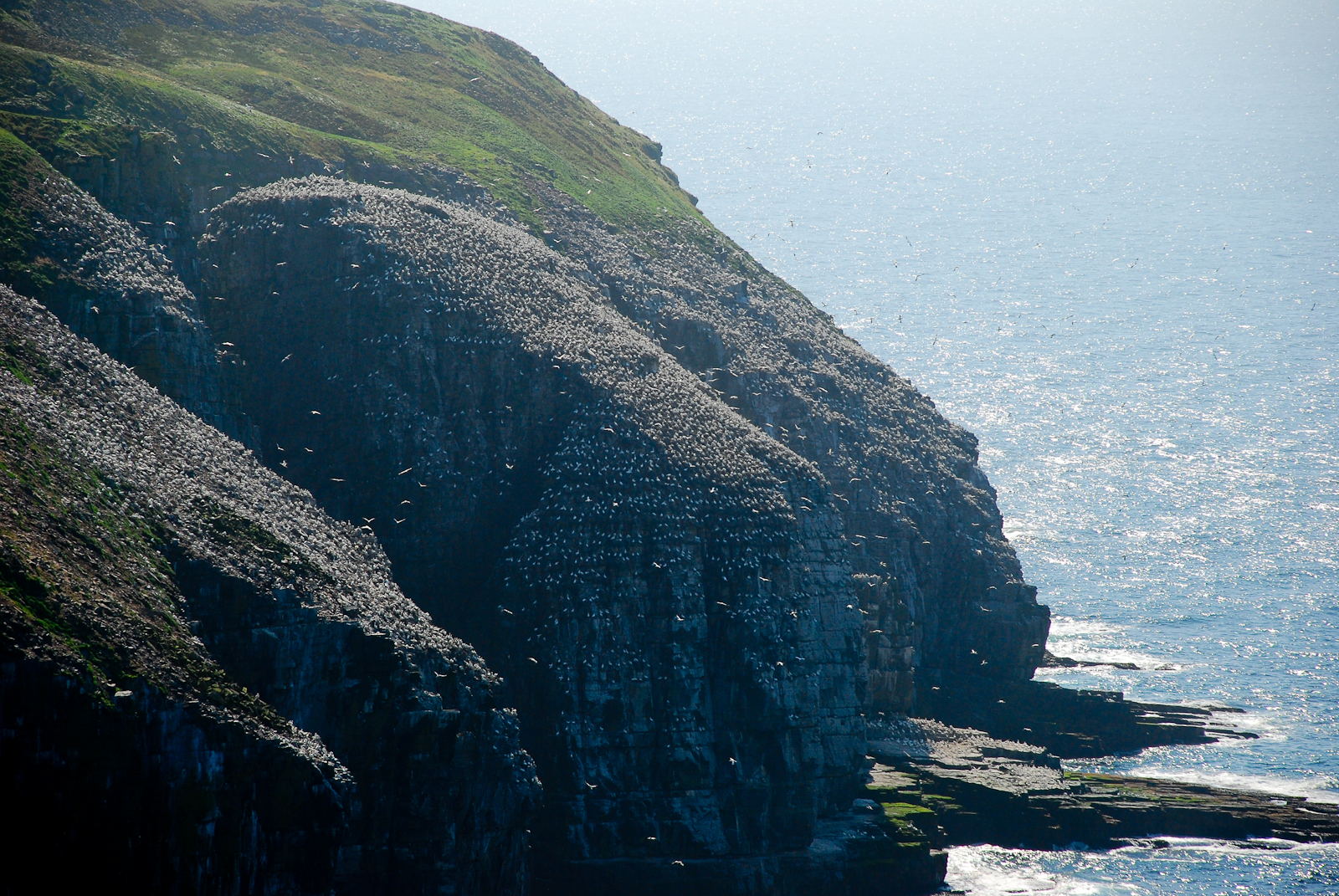
Tienduizenden vogels op de broedkolonie van Cape St. Mary's
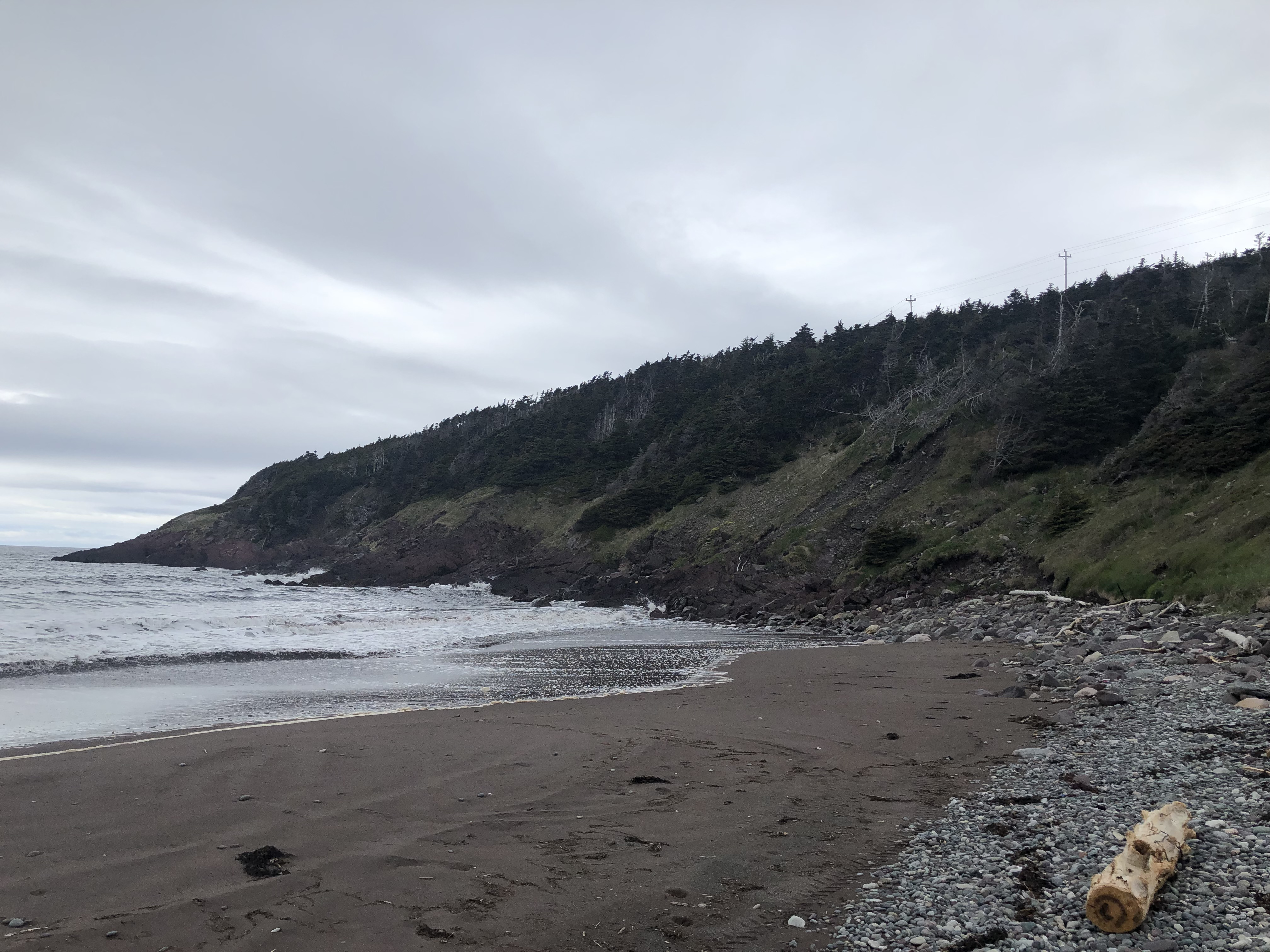
Kust van Gooseberry Cove
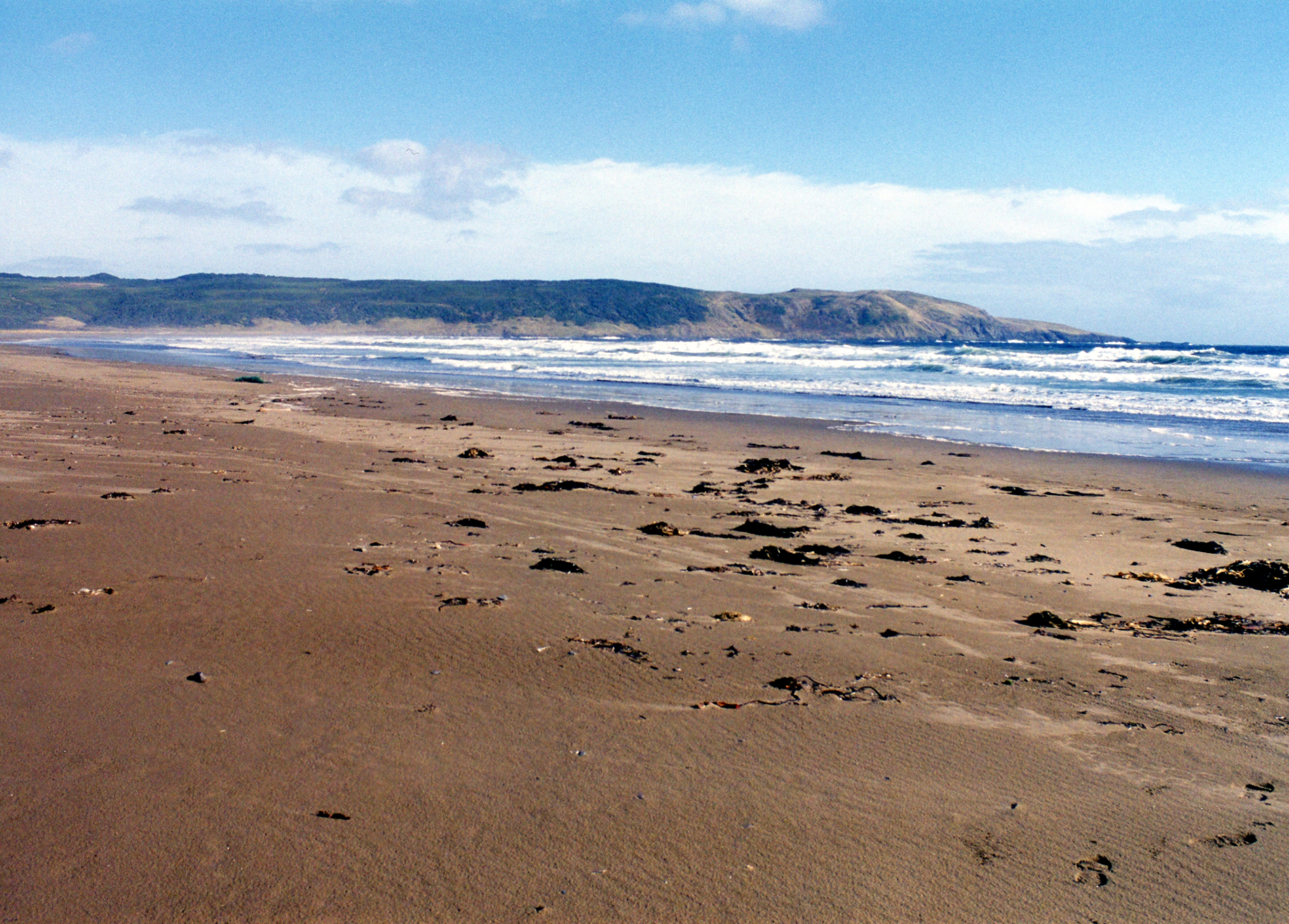
Strand van Lance Cove met in de achtergrond de kaap Point Lance
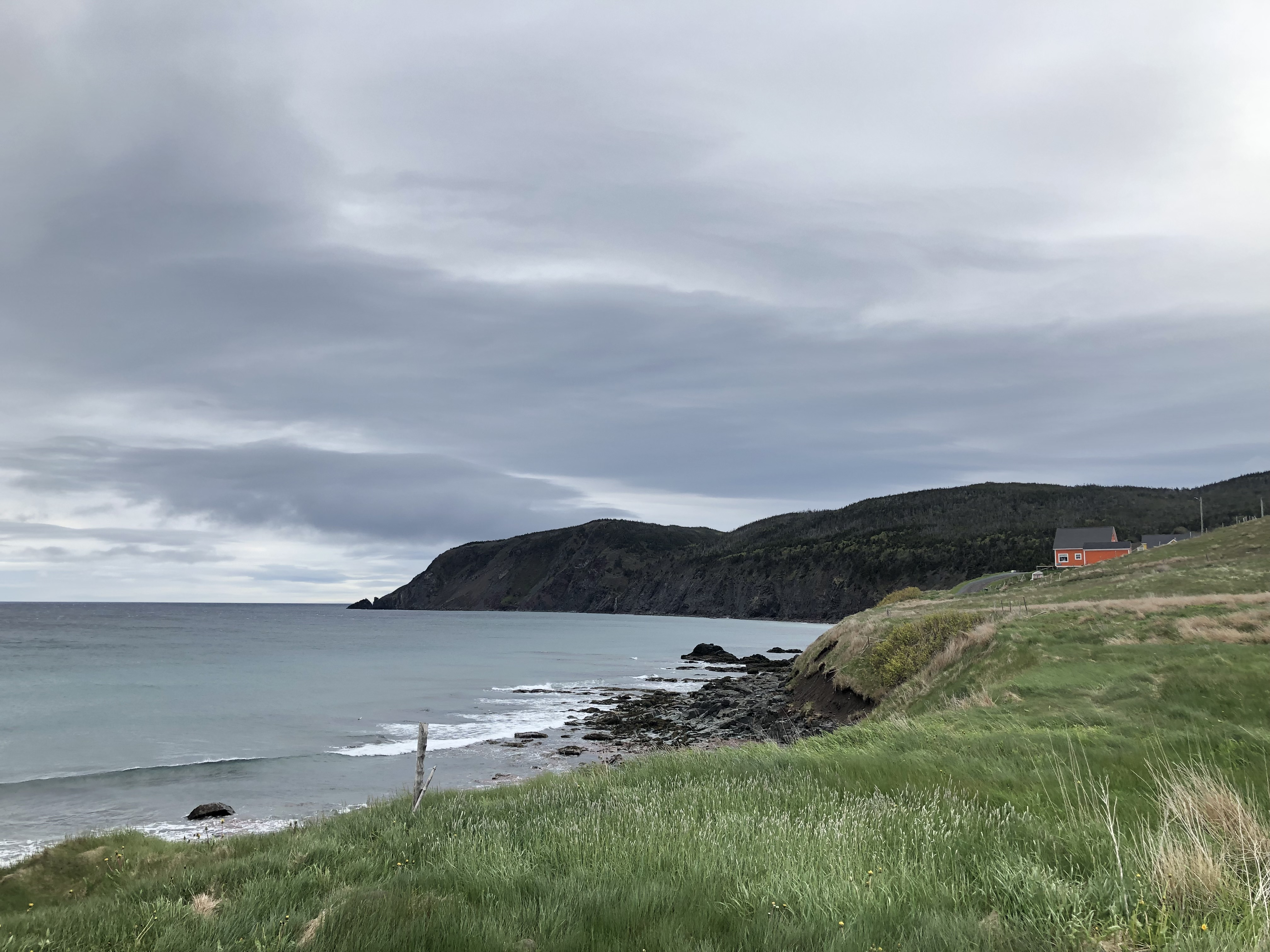
De inham Branch Cove met in de achtergrond de kliffen van Branch Head
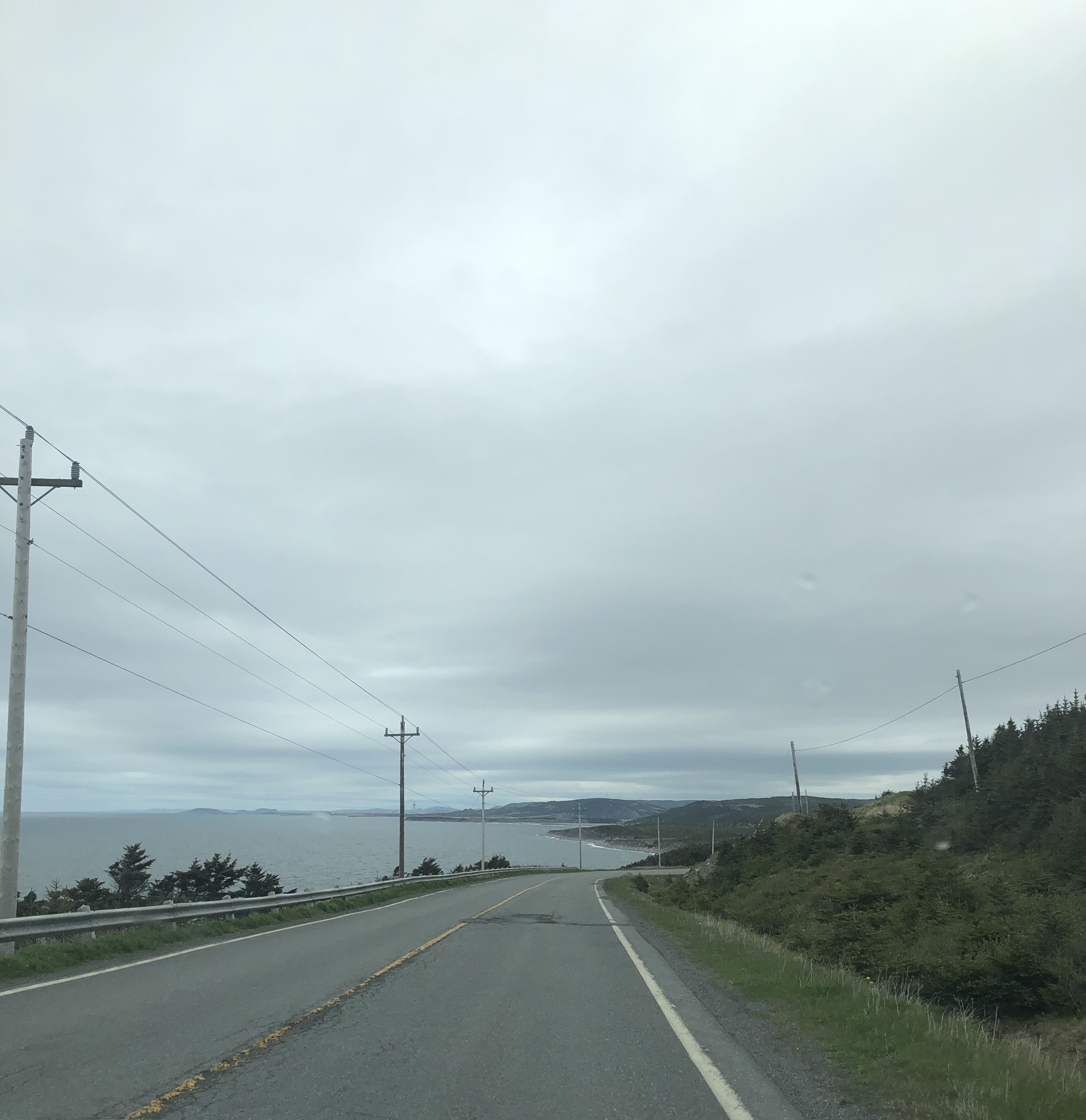
Zicht op de kust ten noorden van Little Barasway